# 사이토크롬 P450 (개별 효소들)
생화학에서 사이토크롬 P450 효소(cytochrome P450 enzyme)는 동물, 식물, 균류, 원생생물, 박테리아, 고세균 및 바이러스를 포함한 모든 생명의 계에서 확인되었다. 2018년 현재 300,000개 이상의 고유한 CYP 단백질이 알려져 있다.

## 같이 보기
- 단백질 슈퍼패밀리
- 단백질 서브패밀리
- 사이토크롬 P450